# Millidgea
Millidgea es un género de arañas araneomorfas de la familia Linyphiidae. Se encuentra en Angola.

## Etimología
El género fue nombrado en honor de Alfred Frank Millidge.

## Lista de especies
Según The World Spider Catalog 12.0:
- Millidgea convoluta Locket, 1968
- Millidgea navicula Locket, 1968
- Millidgea verrucosa Locket, 1968